# Тарбеллы
Тарбеллы — одно из значительных галльских племён, жившее в Аквитании, между рекой Адур и Пиренеями. Входили в состав племенного союза кантабров.
Местность, которую они занимали, была песчаной и малоплодородной, но богатой золотом и минеральными источниками. Главный город — Aquae Tarbellicae, теперь Dacys на Адуре.